# نشانه هگار
نشانهٔ هگار (به انگلیسی: Hegar sign) یک نشانهٔ بالینی غیر حساس از وقوع حاملگی در زنان است (عدم وجود آن ردکننده حاملگی نیست) این نشانه به صورت نرم شدگی سرویکس و رحم است، و به نظر می‌رسد رحم و سرویکس دو منطقه جداگانه اند.
نشانهٔ هگار معمولاً از ۴–۶ هفتگی تا هفته ۱۲ بارداری وجود دارد و تشخیص آن در خانم‌هایی که بارداری چندم را تجربه می‌کنند سخت است.
این نشانه بارها توسط ارنست لودویگ آلفرد هیگار، متخصص زنان آلمانی، در سال ۱۸۹۵ توصیف و اثبات شد. هیگار گفت که در اصل «رینل»، یکی از دستیارانش، این نشانه را در سال ۱۸۸۴ توصیف کرده بود.